# Мартен, Анри
Бон Луи́ Анри́ Марте́н (фр. фр. Bon Louis Henri Martin; 20 февраля 1810, Сен-Кантен — 14 декабря 1883, Пасси, Париж) — французский историк и политик.

## Биография
Опубликовал книгу История Франции, за которую в 1844 году был награждён Французской академией.
В 1870 году был избран мэром 16-го округа Парижа. В 1871—1876 годах — член Национального собрания, в 1876—1883 годах — сенатор.
С 1878 года — член Французской академии.
Был членом масонской ложи и в значительной мере участвовал в финансировании создания Статуи Свободы, которая была передана США в качестве подарка от Франции. До её открытия Мартен, однако, не дожил.
Его основной труд — «История Франции» в 15 (в последующих изданиях в 16) томах (1833-1836) выдержал 4 издания при жизни автора. В этой очень популярной в его время работе Мартен писал о гэльских «друидических» корнях ранней французской истории. Основывался на философских работах Жана Рейно.
Мартен отличался крайне неприязненным отношением к России. Один из его главных трудов, «Россия и Европа» (1866), возникший под влиянием расистских идей поляка-эмигранта Франциска Духинского, вице-президента Парижского этнографического общества, описывает русских («московитов») как склонный к деспотизму варварский народ неевропейского (туранского) происхождения, несправедливо присвоивший историю Руси.

## Работы
- Wolfthurm (1830)
- La Vieille Fronde (1832)
- Minuit et midi (1832) (republié en 1855 sous le titre Tancrède de Rohan, Librairie de L. Hachette et Cie, in-12, 207 pages)
- Le Libelliste (1833)
- Histoire de France (avec Paul Lacroix, le Bibliophile Jacob) (1833—1836)
- Histoire de la ville de Soissons (1837)
- De la France, de son génie et de ses destinées (1847)
- La monarchie au XVIIe siècle (1848)
- Daniel Manin (1859)
- L’Unité italienne et la France (1861)
- Jean Reynaud (1863)
- Pologne et Moscovie (1863)
- Le 24 février (1864)
- Vercingétorix (1865)
- La Séparation de l'Église et de l'État (1865)
- La Russie et l’Europe (1866)
- Dieu dans l’histoire (1867)
- Histoire de France populaire (1867—1875)
- Études d’archéologie celtique (1871)
- Les Napoléon et les frontières de France (1874)
- Histoire de France depuis 1789 jusqu'à nos jours (1878—1885)